# 1,6-Heptadien
1,6-Heptadien ist eine organische chemische Verbindung aus der Gruppe der ungesättigten aliphatischen Kohlenwasserstoffe.

## Gewinnung und Darstellung
1,6-Heptadien kann durch Reaktion von 1,3-Butadien mit Allylmagnesiumbromid und Diethylether, anschließende Hydrolyse mit Salzsäure und Neutralisation mit Natriumhydrogencarbonat gewonnen werden, wobei ein Gemisch aus 1,6-Heptadien und 1,5-Heptadien entsteht.

## Eigenschaften
1,6-Heptadien ist eine farblose klare Flüssigkeit, die praktisch unlöslich in Wasser ist.

## Verwendung
1,6-Heptadien kann als Ausgangsreagens bei der asymmetrischen Synthese aller Stereoisomere von 6-Methylpipecolinsäuren sowie anderer chemischer Verbindungen verwendet werden.